# Moto Z

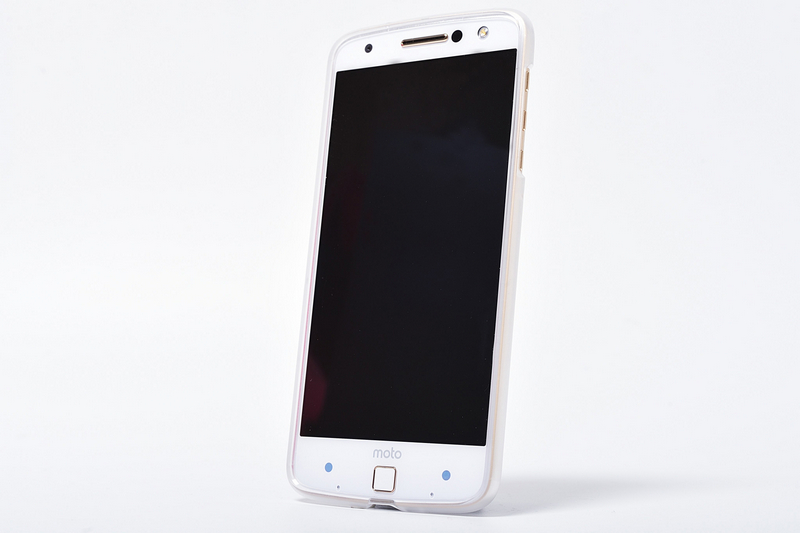
O celular Moto Z

Moto Z é uma linha de smartphones Android desenvolvida pela Motorola Mobility, uma subsidiária da Lenovo. Revelado em 9 de junho de 2016 como seu modelo top de linha do ano, o Moto Z é diferenciado devido um sistema que permite conectar acessórios magneticamente ao dispositivo para fornecer funcionalidades extras. Foi lançado no Brasil e em Portugal em setembro de 2016.

## Especificações
Moto Z dispõe de um chassi com armação de alumínio; sem acessórios instalados, o dispositivo é apenas 5,2 mm de espessura. Até o momento de seu lançamento, o aparelho figura em primeiro na lista dos mais finos do mercado. A parte traseira do Moto Z contém conectores de pinos usados para se comunicar com os acessórios "Moto Snaps" projetados para o dispositivo. O Moto Z inclui um display de 5,5 polegadas com resolução Quad HD, um quad core Qualcomm Snapdragon 820, e 4 giga de RAM. O celular conta com 32 ou 64 GB de armazenamento interno, expansível via cartão MicroSD até 1 TB, uma câmera traseira de 13 megapixels, câmera frontal de 5 megapixels e um leitor de impressões digitais. O Moto Z utiliza um conector USB-C, e não inclui saídas para fones de ouvidos; fones de ouvidos serão usados apenas via porta USB ou Bluetooth.
O Moto Z é produzido em três modelos; Moto Z, Moto Z Force, e Moto Z Play. A versão Force inclui uma bateria com carga de 3500 mAh, câmera de 21 megapixels, e tela com proteção Gorilla Glass 4, que consiste em camadas de policarbonato, acompanhados por uma moldura interior para proporcionar um reforço ao invés de vidro. Devido a esta construção, é também ligeiramente mais espesso do que o modelo de base.
Já o terceiro modelo, o Moto Z Play foi anunciado na GFXBench; é um modelo de porte médio, levando em consideração os top de linhas supracitados; inclui um chipset Qualcomm Snapdragon 625, com memória RAM de 3 GB, armazenamento interno de 32 GB, câmera traseira de 16 megapixels e suporte para gravações de vídeos em 4K — como o restante. A câmera frontal possui 5 megapixels.

## Versões
| Modelo          | Moto Z                                                                         | Moto Z                                                                            | Moto Z                                                                                  | Moto Z2                                                                                     | Moto Z2                                                                                          | Moto Z3                                                                                       | Moto Z3                                                                                | Moto Z4                                                                           |
| Variantes       | Play                                                                           | Normal                                                                            | Force Droid                                                                             | Play                                                                                        | Force                                                                                            | Play                                                                                          | Normal                                                                                 | Normal                                                                            |
| --------------- | ------------------------------------------------------------------------------ | --------------------------------------------------------------------------------- | --------------------------------------------------------------------------------------- | ------------------------------------------------------------------------------------------- | ------------------------------------------------------------------------------------------------ | --------------------------------------------------------------------------------------------- | -------------------------------------------------------------------------------------- | --------------------------------------------------------------------------------- |
| Imagem          |                                                                                |                                                                                   |                                                                                         |                                                                                             |                                                                                                  |                                                                                               |                                                                                        |                                                                                   |
| SO Inicial      | Android 7.1.1 Nougat                                                           | Android 7.0 Nougat                                                                | Android 6.0.1 Marshmallow                                                               | Android 7.1.1 Nougat                                                                        | Android 7.1.1 Nougat                                                                             | Android 9.0 Pie                                                                               | Android 9.0 Pie                                                                        | Android 9.0 Pie                                                                   |
| SO Máximo       | por anunciar                                                                   | por anunciar                                                                      | por anunciar                                                                            | por anunciar                                                                                | por anunciar                                                                                     | por anunciar                                                                                  | por anunciar                                                                           | por anunciar                                                                      |
| Tela/Ecrã       | Super AMOLED 5.5"                                                              | Super AMOLED 5.5"                                                                 | AMOLED 5.5"                                                                             | Super AMOLED 5.5"                                                                           | Super AMOLED 5.5"                                                                                | Super AMOLED 6.0"                                                                             | Super AMOLED 6.01"                                                                     | OLED 6.4"                                                                         |
| Resolução       | Full HD 1080p                                                                  | Quad HD 1440p                                                                     | Quad HD 1440p                                                                           | Full HD 1080p                                                                               | Quad HD 1440p                                                                                    |                                                                                               |                                                                                        |                                                                                   |
| CPU             | Qualcomm Snapdragon 625 Octa-core 2 GHz                                        | Qualcomm Snapdragon 820 Quad-core 1,8 GHz                                         | Qualcomm Snapdragon 820 Quad-core 2,2 GHz                                               | Qualcomm Snapdragon 626 Octa-core 2,2 GHz                                                   | Qualcomm Snapdragon 835 Octa-core 2,35 GHz                                                       | Qualcomm Snapdragon 636 Octa-core 1,8 GHz                                                     | Qualcomm Snapdragon 835 Quad-core 2,35 GHz                                             | Qualcomm Snapdragon 675                                                           |
| GPU             | Qualcomm Adreno 506 @650 MHz                                                   | Qualcomm Adreno 530                                                               | Qualcomm Adreno 530                                                                     | Qualcomm Adreno 506 @650 MHz                                                                | Qualcomm Adreno 540 @670 MHz                                                                     | Qualcomm Adreno 509                                                                           | Qualcomm Adreno 540                                                                    | Qualcomm Adreno 612                                                               |
| RAM             | 3 GB                                                                           | 4 GB                                                                              | 4 GB                                                                                    | 4 GB                                                                                        | 6 GB                                                                                             | 4 GB                                                                                          | 4 GB                                                                                   | 4 GB                                                                              |
| Memória         | 32 GB com expansão via Micro-SD                                                | 64 GB com expansão via Micro-SD                                                   | 64 GB com expansão via Micro-SD                                                         | 64 GB com expansão via Micro-SD                                                             | 64 GB com expansão via Micro-SD                                                                  | 64 GB com expansão via Micro-SD                                                               | 64 GB com expansão via Micro-SD                                                        | 128 GB com expansão via Micro-SD                                                  |
| Conectividade   | Wi-Fi, Bluetooth 4.0, GPS/Glonass, NFC, USB-C, Conector Moto Mods e Conexão P2 | Wi-Fi, Bluetooth 4.1, GPS/Glonass, NFC, USB-C e Conector Moto Mods                | Wi-Fi, Bluetooth 4.1, GPS/Glonass, NFC, USB-C e Conector Moto Mods                      | Wi-Fi, Bluetooth 4.2, GPS/Glonass, NFC, USB-C, Conector Moto Mods e Conexão P2              | Wi-FI, Bluetooth 4.2, GPS/Glonass, NFC, USB-C e Conector Moto Mods                               | Wi-FI, Bluetooth 5.0, A-GPS/Glonass, NFC, USB-C e Conector Moto Mods                          | Wi-FI, Bluetooth 5.0, A-GPS/Glonass, NFC, USB-C e Conector Moto Mods                   | Wi-FI, Bluetooth 5.0, A-GPS/Glonass, NFC, USB-C e Conector Moto Mods              |
| Câmera          | Principal: 16 MP, Flash Dual-LED e vídeo em 4K Frontal: 5 MP F/2.2 com Flash   | Principal: 13 MP, Flash Dual-LED, OIS e vídeo em 4K Frontal: 5 MP F/2.2 com Flash | Principal: 21 MP F/1.8, Flash Dual-LED, OIS e vídeo em 4K Frontal: 5 MP F/2.2 com Flash | Principal: 12 MP F/1.7, Flash Dual-LED e vídeo em 4K Frontal: 5 MP F/2.2 com Flash Dual-LED | Principal: Dual 12 MP F/2.0, Flash Dual-LED e vídeo em 4K Frontal: 5 MP F/2.2 com Flash Dual-LED | Principal: Dupla (12 MP e 5 MP) F/1.7 e F 2.2, Flash Dual-LED e video em 4K Frontal: 8 MP F/2 | Principal: Dupla (12 MP e 12 MP) F/2.0, Flash Dual-LED e video em 4K Frontal: 8 MP F/2 | Principal: 48 MP F/1.7, Flash Dual-LED e vídeo em 4K Frontal: 25 MP F/2 com Flash |
| Câmera          | Mod Hasselblad True Zoom 12 MP com Flash Xenon, Zoom Óptico de 10x e OIS       |                                                                                   |                                                                                         |                                                                                             |                                                                                                  | Principal: Dupla (12 MP e 5 MP) F/1.7 e F 2.2, Flash Dual-LED e video em 4K Frontal: 8 MP F/2 | Principal: Dupla (12 MP e 12 MP) F/2.0, Flash Dual-LED e video em 4K Frontal: 8 MP F/2 | Principal: 48 MP F/1.7, Flash Dual-LED e vídeo em 4K Frontal: 25 MP F/2 com Flash |
| Alimentação     | Bateria de 3510 mAh de Lítio não-removível                                     | Bateria de 2600 mAh de Lítio não-removível                                        | Bateria de 3510 mAh de Lítio não-removível                                              | Bateria de 3000 mAh de Lítio não-removível                                                  | Bateria de 2730 mAh de Lítio não-removível                                                       | Bateria de 3000 mAh de lítio não-removível                                                    | Bateria de 3000 mAh de lítio não-removível                                             | Bateria de 3600 mAh de lítio não-removível                                        |
| Alimentação     | MotoMod Incipio offGrid Power Pack de 2220 mAh                                 | MotoMod Incipio offGrid Power Pack de 2220 mAh                                    | MotoMod Incipio offGrid Power Pack de 2220 mAh                                          | MotoMod Power Pack de 2220 mAh                                                              | MotoMod Power Pack de 2220 mAh                                                                   | MotoMod Power Pack de 2220 mAh                                                                | MotoMod Power Pack de 2220 mAh                                                         | Bateria de 3600 mAh de lítio não-removível                                        |
| Extras          | Compatibilidade com o Moto Mods/Moto Snaps                                     | Compatibilidade com o Moto Mods/Moto Snaps                                        | Compatibilidade com o Moto Mods/Moto Snaps                                              | Compatibilidade com o Moto Mods/Moto Snaps                                                  | Compatibilidade com o Moto Mods/Moto Snaps                                                       | Compatibilidade com o Moto Mods/Moto Snaps                                                    | Compatibilidade com o Moto Mods/Moto Snaps                                             | Compatibilidade com o Moto Mods/Moto Snaps                                        |
| Extras          |                                                                                |                                                                                   | Moto ShatterShield                                                                      |                                                                                             | Moto ShatterShield                                                                               |                                                                                               |                                                                                        |                                                                                   |
| Disponibilidade | ,                                                                              | ,                                                                                 | Estados Unidos                                                                          | Brasil                                                                                      | Brasil                                                                                           | Brasil                                                                                        | Brasil                                                                                 | ,                                                                                 |
| Variantes       | Play                                                                           | Normal                                                                            | Force Droid                                                                             | Play                                                                                        | Force                                                                                            | Play                                                                                          | Normal                                                                                 | Normal                                                                            |
| Modelo          | Moto Z                                                                         | Moto Z                                                                            | Moto Z                                                                                  | Moto Z2                                                                                     | Moto Z2                                                                                          | Moto Z3                                                                                       | Moto Z3                                                                                | Moto Z4                                                                           |